# Грб Обале Слоноваче
Грб Обале Слоноваче је званични хералдички симбол афричке државе Републике Обале Слоноваче. Грб је у употреби од 2001. године.

## Опис
Централни део грба је глава слона. Слон је симболично важнан за народ, јер је највећа животиња која се налази у Обали Слоноваче и као извор слоноваче због које је држава добила име. Изнад штита се налази Сунце, традиционални симбол новог почетка. Поред штита су две златне палме. Испод слонове главе је трака на којој пише име нације „Република Обала Слоноваче“ (фр: "Republique De Côte D'Ivoire").